# Stade René Serge Nabajoth
Het Stade René Serge Nabajoth is stadion in Les Abymes, Guadeloupe. Het wordt vooral gebruikt voor voetbalwedstrijden. In het stadion kunnen 7.500 toeschouwers en het nationale elftal van Guadeloupe speelt er zijn thuiswedstrijden.
Het stadion is vernoemd naar René-Serge Nabajoth, voormalig burgemeester van Les Abymes.
In 2008 werden in dit stadion de wedstrijden in poule F van de kwalificatie voor de Caribbean Cup 2008 hier gespeeld.